# Posidonieto Capo San Gregorio - Punta Ristola
Posidonieto Capo San Gregorio - Punta Ristola este o arie protejată (arie specială de conservare — SAC, sit de importanță comunitară — SCI) din Italia întinsă pe o suprafață de 271 ha, integral marine.

## Localizare
Centrul sitului Posidonieto Capo San Gregorio - Punta Ristola este situat la coordonatele 39°47′53″N 18°19′32″E / 39.798056°N 18.325556°E.

## Înființare
Situl Posidonieto Capo San Gregorio - Punta Ristola a fost declarat sit de importanță comunitară în iunie 1995 pentru a proteja un număr necunoscut de specii din flora spontană și fauna sălbatică aflate în arealul zonei. Situl a fost protejat și ca arie specială de conservare în martie 2018.

## Biodiversitate
Situată în ecoregiunea mediteraneană, aria protejată conține 1 habitat natural: Straturi cu Posidonia (Posidonion oceanicae).
La baza desemnării sitului se află un număr nedeclarat de specii protejate.